# Sybra tricoloripennis
Sybra tricoloripennis är en skalbaggsart som beskrevs av Stefan von Breuning 1961. Sybra tricoloripennis ingår i släktet Sybra och familjen långhorningar.
Artens utbredningsområde är Sulawesi. Inga underarter finns listade i Catalogue of Life.